# نيلز أغارد
نيلز أغارد (بالدنماركية: Niels Aagaard)‏ هو عالم عقيدة وفيلسوف وقسيس وكاتب وشاعر دنماركي، ولد في 1612 في فيبورغ في الدنمارك، وتوفي في 22 يناير 1657.